# André Billardon
André Billardon, né le 22 octobre 1940 à Monceaux-le-Comte (Nièvre), est un homme politique français, membre du Parti socialiste.
Ancien ministre, il est maire du Creusot de 1995 à 2016.

## Les débuts
Diplômé d'études éupérieures de mathématiques, André Billardon exerce tout d'abord le métier de professeur au lycée Bonaparte à Autun.
Membre du Parti socialiste, il débute en politique en 1975 en étant élu conseiller général de Saône-et-Loire. Le 19 mars 1978, il est élu député dans la troisième circonscription de Saône-et-Loire (Le Creusot-Autun).

## Du local au national
Un an plus tard, en 1979, André Billardon prend la tête du conseil général de Saône-et-Loire qu'il préside jusqu'en 1982, année de son accession à la présidence du conseil régional de Bourgogne.
Réélu député en 1981, à la suite de la victoire de François Mitterrand à l'élection présidentielle, il devient au fil des ans une personnalité de premier plan au sein du parti socialiste. Il est ainsi élu président du groupe socialiste à l'Assemblée nationale du 24 juillet 1984 au 27 mars 1986.
En 1988, à la suite de sa réélection comme député, André Billardon devient premier vice-président de l'Assemblée nationale jusqu'en 1992. Cette année-là, alors qu'il est numéro 2 du PS depuis 1989, il est nommé ministre délégué à l'Énergie auprès du ministre de l'Industrie et du Commerce extérieur dans le gouvernement Pierre Bérégovoy pendant moins de 7 mois (du 2 octobre 1992 au 29 mars 1993), dernier ministre à ce jour titulaire de ce portefeuille.
Il est en particulier l'auteur de la loi du 31 décembre 1992 portant réforme du régime pétrolier, qui a instauré la création d'une réserve stratégique de pétrole gérée par un comité professionnel des stocks stratégiques pétroliers. Il est aussi l'auteur de la circulaire du 14 janvier 1993 relative aux lignes à haute tension, première expérimentation en France de démocratie participative sur des grands projets nationaux d'infrastructures, et qui préfigure la création en 1995 de la Commission nationale du débat public.
André Billardon perdra les législatives de 1993 mais reprendra son siège lors de la dissolution par Jacques Chirac en 1997. Ces deux législatives ont été un duel entre André Billardon et Jean-Paul Anciaux (RPR puis UMP).
Plusieurs anciens parlementaires socialistes bourguignons ont travaillé à ses côtés avant de devenir eux-mêmes des élus : François Rebsamen, Philippe Baumel, Rémy Rebeyrotte, Christophe Sirugue, Thomas Thévenoud.

## André Billardon et l'industrie
La nomination d'André Billardon au sein du ministère de l'Industrie est la suite logique d'un parcours politique tourné vers le monde industriel. Cet engagement débute dès 1981 quand le député de la troisième circonscription de Saône-et-Loire, très industrielle, devient président de la commission Production et échanges de l'Assemblée nationale. Il est également un défenseur de l'industrie nucléaire Made in France.

## L'engagement au service du Creusot

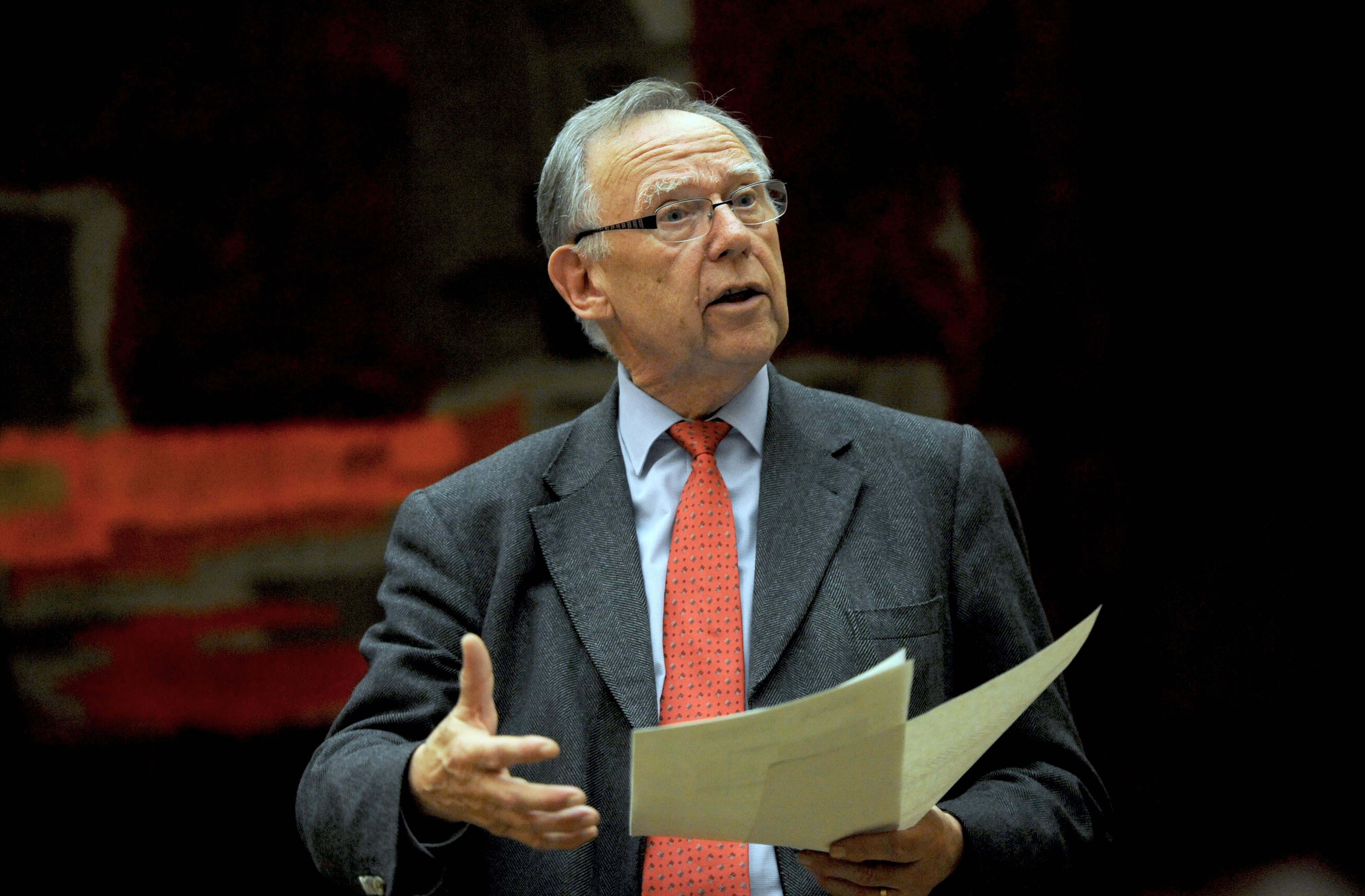
André Billardon, le 21 mars 2010 au Creusot.

André Billardon est déjà député de la troisième circonscription de Saône-et-Loire (Autun-Le Creusot) lorsque survient le dépôt de bilan de Creusot-Loire, principal employeur de la ville, en 1984. Il le sera pour la dernière fois lors de la législature courant de 1997 à 2002, date à laquelle il fait le choix de ne pas se représenter.
Il a aussi été président de la communauté urbaine Creusot-Montceau pendant 12 ans, de 1989 à 2001. Et surtout maire du Creusot pendant 21 ans, de 1995 à 2016, date à laquelle il présente sa démission en cours de mandat au profit de son premier adjoint, David Marti.